# Marijeve reforme
Marijeve reforme so bile niz vojaških reform, ki jih je leta 107 pr. n. št.  uvedel rimski državnik in general Gaj Marij.

## Zgodovinsko ozadje
Do zadnjega desetletja  2. stoletja pr. n. št. so bili pogoji za vstop v vojsko Rimske republike zelo strogi. Kandidat 
- je moral biti najmanj iz petega socialnega  razreda,
- imeti premoženje, vredno najmanj 3.500 sestercev, in
- sam poskrbeti za svoje orožje in opremo.

Ko je Rimski republiki grozila vojna, so aktualni konzuli vpoklicali vse za vojaško službo  upravičene državljane republike. Zbrani vojski, sestavljeni večinoma iz prostovoljcev, je praviloma poveljeval eden od konzulov. 
Leta 113 pr. n. št. je vojski, katero so v bitki pri Norei porazili Kimbri in Tevtoni, poveljeval konzul Gnej Papirij Karbon. Katastrofalnemu porazu je sledila dolgotrajna vojna z numidjskim kraljem Jugurto v severni Afriki. Rimljani so proti njemu poslali konzula Kvinta Cecila Metela Numidika. Metel ni izgubil nobene bitke in je nekajkrat celo zmagal, vendar po dveh letih vojskovanja ni dosegel odločilne zmage. 
Konec leta 108 pr. n. št. ga je Gaj Marij, ki je bil eden od njegovih legatov, prosil za razrešitev od vojaških dolžnosti, da bi se vrnil v Rim in kandidiral za konzula. Ko je bil Marij izvoljen za mlajšega konzula za leto 107 pr. n. št., je dobil nalogo, da dokonča vojno z Jugurto. Ker je bila Metelova afriška vojska dodeljena starejšemu konzulu Luciju Kasiju Longinu za vojno proti Kimbrom, ki so ponovno vdrli v Transalpsko Galijo, ni imel Marij na razpolago skoraj nobenega vojaka. Zaradi prejšnjih in aktualnih vojn in širitve latifundijev na račun malih zemljiških posestnikov se je močno manjšalo tudi število zakonitih kandidatov za vojake in Marij je bil prisiljen uvesti številne reforme.

## Marijeve reforme
Najpomembnejša Marijeva reforma je bila vključitev množice rimskih državljanov, ki niso dosegli premoženjskega cenzusa (capite sensi) in zato niso mogli postati rimski vojaki. Ker si ti revni državljani niso mogli privoščiti nakupa oklepa in orožja, jim je orožje priskrbela država. Zapostavljeni množici revežev se je s tem ponudila priložnost za stalno zaposlitev s plačo poklicnega vojaka in možnost udeležbe pri delitvi plena na vojnih pohodih. Ker so bile možnosti za pridobitev statusa na kakšen drug način zelo majhne, so se možje množično vključevali v novo Marijevo vojsko. Ti poklicni vojaki so bili sprva rekrutirani za 16 let. Z Avgustovimi reformami se je podaljšalo na 20 let vojaške službe  in dodatnih 5 let službovanja v pomožnih službah (evocati).
Druga pomembna Marijeva reforma je bila ustanovitev stalne vojske in poenotenje urjenja in opreme v vseh rimskih legijah. Urjenje in usposabljanje je potekalo stalno in ne samo takrat, ko je republiki grozila vojna. 
Marij je legije organiziral tako, da so pri polni moči imele približno 6.000 mož, od tega 4.800 vojakov in 1.200 neborcev. Legija je imela 10 kohort po 6 centurij. Centurija je imela 100 mož, od tega 80 vojakov in 20 neborcev. Izjema je bila prva kohorta, ki je imela 5 dvojnih centurij po 160 vojakov. Vsaka centurija je bila razdeljena na 10 kontubernijev, katerim so poveljevali dekani. Kontubernij je imel 8 legionarjev in 2 nevojskujoča se služabnika, ki sta stanovala in jedlla skupaj z legionarji. Centurija se je vojskovala, marširala in taborila kot samostojna enota. S seboj je nosila vse orožje in opremo, potrebno za vzdrževanje same sebe kot bojne enote. Vsak mož je nosil svojo opremo in orožje in nekajdnevno zalogo hrane. Zaradi težkih tovorov, ki so jih nosili na hrbtih, so dobili vzdevek »Marijeve mule«. Spremembe so drastično zmanjšale velikost trena in povečale mobilnost vojske. 
Skupina 2-6 legij je tvorila armado. Legije so bile zaradi stalnega urjenja vedno v vrhunski fizični pripravljenosti in ob visoki disciplini ene od najboljših vojaških enot v antičnem svetu.

## Rezultati
Prvi in najbolj očiten rezultat je bil izboljšanje vojaške zmogljivosti armade. Rekrutiranje vojske državljanov, njihovo urjenje in uvajanje discipline ob vsaki vojni nevarnosti je zamenjal stalno pripravljen in izurjen vojaški stroj, ki je zagotovil trajno uspešnost Rimljanov na bojišču.
Druga korist reform je bilo naseljevanje upokojenih legionarjev na osvojenih ozemljih, ki je pripomoglo k vključevanju pokrajin v rimske province in romanizaciji državljanov in zmanjševalo nemire in upore proti rimski oblasti.
Zvestoba legij se je postopoma odmaknila od rimske države, se pravi senata in rimskega ljudstva, in se prevesila v korist poveljujočih armadnih generalov. Pojav je postal zaskrbljujoč, ko so generali s podporo vojske začeli vplivati na odločitve senata, širiti svoja pooblastila (imperium) in utrjevati svojo moč. Nekateri generali so celo sprožili državljansko vojno proti svojim nasprotnikom.

## Kasnejše spremembe
Legije v kasni republiki in zgodnjem cesarstvu so pogosto imenovali kar Marijeve legije. Marij je po bitki pri Verceli vsem italskim vojakom podelil rimsko državljanstvo. Svoj ukrep je v senatu upravičeval z besedami, da v bitki ni mogel razlikovati Rimljana od rimskega zaveznika. Pojem zavezniških legij je s tem odpadel in odtlej so bile vse italske legije rimske. Različne vrste težke pehote (hastati, princepsi in triariji) je nadomestila standardna legija, ki je temeljila na princepsih.
Vlogo nekdanjih zavezniških legij so sčasoma prevzeli kontingenti zavezniških in pomožnih čet (auxilia). Vsaka legija je imela enako ali približno enako veliko pomožno enoto, v kateri so bili specialisti, inženirji, pionirji, topničarji, strokovnjaki za obleganje, servisne in pomožne enote, sestavljene iz tujcev, ki so dobili rimsko državljanstvo šele po odpustitvi iz vojske, in nezaželeni.  Vojaki so bili običajno organizirani v zaključene enote, na primer lahko konjenico, lahko pehoto (velites) in delavce. Vsaka legija je imela tudi izvidniško enoto deset ali več lahko oboroženih konjenikov (speculatores), ki so lahko bili tudi kot kurirji in celo vohuni.
Z Marijevimi reformami so bile v legijah prvič organizirane stalne kohorte. Kohorte so bile pred tem začasne administrativne enote ali taktične  skupine več maniplov , ki so bili še bolj prehodni kot legije v zgodnji republiki. Po reformi so imele kohorte šest do deset stalnih enot, sestavljenih iz šest do deset centurij, katerim sta poveljevala centurion (centurio)  in njegov pomočnik (optio), vojak, ki je moral znati brati in pisati. Najstarejši centurion v legiji, ki je poveljeval prvi kohorti, se je imenoval primus pilus (prvo kopje). Bil je karierni vojak, star praviloma najmanj petdeset let in svetovalec legata.
Vsaka legija je imela tudi dodatne častnike:
- aquilifer je bil samo eden in je nosil prapor (orla) legije,
- imaginifer  je obstajal samo v cesarstvu in je nosil podobo (imago) vladajočega cesarja,
- tesserarius je bil v taboru in na pohodu zadolžen za stražarsko službo,
- cornicen je s trobljenjem na cornu prenašal povelja častnikov, na primer napad, umik in druga povelja, kar je bilo še kako pomembno med bitko.

Vsaka legija je imela svoj tren s 500-550 mulami ali eno mulo na deset legionarjev. Da bi tren ne postal prevelik in zato nemobilen, je moral vsak vojak nositi večino svoje opreme, orožje in petnajst dnevnih obrokov hrane, kar je zneslo 25-30 kg. Za lažje nošenje je vsak vojak dobil razcepljeno palico, da je tovor lahko nosil na hrbtu. Vojaki so zaradi velikih tovorov dobili vzdevek Marijeve mule (muli mariani). 
Tipična legija v tistem obdobju je imela 5.000-6.000 legionarjev in veliko število spremljevalcev, uslužbencev in sužnjev. Dejansko število je bilo zelo odvisno od števila žrtev, ki jih je utrpela med vojnim pohodom. Legija je zato pogosto štela tudi samo okoli 3.500 mož, med državljansko vojno Pompeja Velikega pa niti dve združeni legiji nista dosegli velikosti standardne legije. 
Nekaj stoletij kasneje so pod cesarjem Dioklecijanom in njegovimi nasledniki legije reorganizirali na tiste, ki so bile nastanjene v notranjosti cesarstva in tiste ob mejah. Legije v notranjosti (comitatenses) so štele samo 1.000 mož in so bile primerljive s pomožnimi kohortami. Vzrok za zmanjšanje števila vojakov je bila večja gibljivost in zato  krajši pohodni čas do kriznih žarišč. Nove legije niso imele samo težko oklepljene pehote, ampak pogosto tudi lažjo pehoto. Če odštejemo rimsko državljanstvo, se niso kaj dosti razlikovale od pomožnih enot najetih barbarov. Novih legij se ne sme zamenjavati z legijami težke pehote iz zgodnjega cesarstva.